# Карл Людвіг Гізеке
Карл Людвіг Гізеке — німецький (баварський) мінералог і драматург. Чарльз Льюїс Гізеке працював професором мінералогії в Дубліні, і його пам'ятають своїми піонерськими дослідженнями геології та мінералогії Гренландії, а також Фарерських островів.

## Життєпис
Народився в Аугсбурзі як Йоганн Георг Мецлер, він почав використовувати ім'я Карл Людвіг (англ. Charles Lewis) Гізеке у свої двадцять років. Він отримав освіту з богослов'я та права в Геттінгені (1781—1783), але завжди більше цікавився мінералами, які він вивчав у той же час під керівництвом Й. Ф. Блуменбаха. Попри те, що за освітою він правник — ніколи не займався юридичною практикою. Після університету Ґізеке оселився у Відні та почав займатися театром, написавши кілька п'єс і опер, а також грав на сцені (у першій виставі опери Моцарта «Чарівна флейта» він зіграв 1-го раба, і, можливо, він був співавтором лібрето цієї опери). Приблизно в 1794 році Ґізеке почав збирати мінерали, і після короткого періоду роботи дипломатом у Константинополі та Італії він вирушив до Європи, щоб збирати та професійно продавати їх у 1801 році. У 1804 році він поїхав до Копенгагена, захоплюючись колекціонуванням у Гренландії. Заручившись підтримкою Королівської торгової компанії Гренландії та Фарерських островів, він вперше відвідав Фарери, збирав там мінерали (переважно цеоліти) протягом місяця влітку 1805 року.
Ґізеке провів роки між 1806 і 1813 роками в Гренландії, де він збирав усілякі зразки природної історії, мінерали зокрема. Подорожуючи на човні, пішки та на собачих упряжках, він піднявся західним узбережжям від Кап-Фарвела до Упернавіка, а також зібрав важливі етнографічні та метеорологічні дані. Після повернення Гізеке приземлився в Лейті, Шотландія, і тут йому запропонували посаду професора в Дубліні. Однак перед тим, як розпочати цю посаду, він повернувся до Данії, щоб опублікувати свої звіти про свою подорож, і в 1816 році був призначений кавалером Королівського датського ордену Даннеборг. Його детальний науковий щоденник був відредагований і опублікований Ф. Джонструпом у 1878 році та друге видання було випущено без скорочень K.J.V. Стінструп у 1910 році. Перебуваючи в Дубліні, він здійснив кілька екскурсій по Ірландії, щоб зібрати, а також здійснив тривалу подорож до Європи між 1817 і 1819 роками. У цей час він зберіг багато своїх матеріалів в установах по всьому континенту, але найбільша колекція була подаровано Відню. Гізеке був членом Королівського Дублінського товариства та охоронцем його музею. 
Карл Людвіг Гізеке раптово помер у 1833 році.